# Falcon Engineering Company
Falcon Engineering Company war ein US-amerikanischer Hersteller von Automobilen.

## Unternehmensgeschichte
Der gebürtige Däne Johannes Moller Larsen nannte sich in den USA John M. Larsen. Er betrieb in Chicago in Illinois erfolgreich die Larsen Ice Machine Company für Eismaschinen. Bereits 1907 stellte er ein besonders schnelles Fahrzeug her, das Falcon genannt wurde. Erst 1909 gründete er ein separates Unternehmen für den Fahrzeugbau in der gleichen Stadt. Im gleichen Jahr fertigte er mindestens ein weiteres Fahrzeug. Alle Fahrzeuge entstanden nach Kundenaufträgen. Noch 1909 endete die Produktion.

## Fahrzeuge
Das erste Fahrzeug hatte einen Motor mit 120 PS Leistung. Larsen gab die Höchstgeschwindigkeit mit 192 km/h an, was eine Quelle als Übertreibung ansieht. Der offene Aufbau des Roadsters wurde Gentleman’s Roadster genannt. Der Neupreis betrug 7500 US-Dollar.
Das zweite bekannte Fahrzeug hatte einen Sechszylindermotor mit 10.500 cm³ Hubraum und 90 PS Leistung. Das Fahrgestell hatte 345 cm Radstand. Der offene Aufbau als Tourenwagen bot Platz für neun Personen. Das Fahrzeug kostete 12.500 Dollar. Zum Vergleich: Luxuswagen von anderen Herstellern wie Pierce-Arrow und Peerless Motor Car Corporation kosteten nur die Hälfte.